# 九龍巴士80X線
九龍巴士80X線是香港一條巴士路線，來往秦石及觀塘碼頭，途經乙明邨、沙角邨、博康邨、沙田圍、大老山隧道、九龍灣、牛頭角、觀塘市中心。
此線另於平日早上設有特別班次，由乙明邨街單向開往觀塘碼頭，中途不停彩虹邨碧海樓及觀塘道啟業邨巴士站，並改經大老山隧道引道直接前往觀塘道。

## 歷史
- 1991年6月29日：配合大老山隧道啟用而開辦，來往秦石及觀塘碼頭，取代客量龐大和不敷應用的89A線。
- 1997年12月5日：增設空調服務，非空調巴士收費$4.7，空調巴士收費$6.5。
- 1998年9月20日：配合九巴為大老山隧道巴士路線改善車廂空氣質素，改為全線空調服務，全程收費調整至$5.8。
- 2007年4月23日：配合修改行車班次，其中2輛原為九龍灣廠派車，改由沙田廠負責。
- 2015年9月5日：增設到站時間預報。[4]
- 2023年5月8日：逢星期一至五（公眾假期除外）增設兩班由新田圍開往觀塘碼頭的特別班次，開出時間為07:25及07:50[5]。
- 2024年5月27日：由乙明邨街開往觀塘碼頭之特別班次星期六取消服務。[6]

## 服務時間及班次
| 秦石開           | 秦石開      | 秦石開       | 觀塘碼頭開       | 觀塘碼頭開  | 觀塘碼頭開   |
| 日期             | 服務時間    | 班次（分鐘） | 日期             | 服務時間    | 班次（分鐘） |
| ---------------- | ----------- | ------------ | ---------------- | ----------- | ------------ |
| 星期一至五       | 05:40       | 05:40        | 星期一至五       | 06:00-08:05 | 25           |
| 星期一至五       | 06:00-07:15 | 15           | 星期一至五       | 08:05-15:35 | 30           |
| 星期一至五       | 07:45       | 07:45        | 星期一至五       | 15:35-16:25 | 25           |
| 星期一至五       | 08:12-09:00 | 12           | 星期一至五       | 16:25-17:05 | 20           |
| 星期一至五       | 09:00-09:30 | 15           | 星期一至五       | 17:20       | 17:20        |
| 星期一至五       | 09:30-10:10 | 20           | 星期一至五       | 17:35-18:25 | 10           |
| 星期一至五       | 10:35       | 10:35        | 星期一至五       | 18:25-19:55 | 15           |
| 星期一至五       | 11:05-16:35 | 25           | 星期一至五       | 19:55-21:15 | 20           |
| 星期一至五       | 16:35-19:30 | 25           | 星期一至五       | 21:15-22:45 | 30           |
| 星期一至五       | 19:30-00:00 | 30           | 星期一至五       | 22:45-00:00 | 25           |
| 星期六           | 06:05-08:00 | 20           | 星期六           | 06:00-16:30 | 30           |
| 星期六           | 08:00-10:30 | 25           | 星期六           | 16:30-19:50 | 20           |
| 星期六           | 10:30-15:30 | 30           | 星期六           | 19:50-00:00 | 25           |
| 星期六           | 15:30-16:20 | 25           |                  |             |              |
| 星期六           | 16:20-18:00 | 20           |                  |             |              |
| 星期六           | 18:00-00:00 | 30           |                  |             |              |
| 星期日及公眾假期 | 05:40-11:30 | 25           | 星期日及公眾假期 | 06:00-17:00 | 30           |
| 星期日及公眾假期 | 11:30-00:00 | 30           | 星期日及公眾假期 | 17:00-22:00 | 25           |
|                  |             |              | 星期日及公眾假期 | 22:00-00:00 | 30           |

特別班次（乙明邨街→觀塘碼頭，不停彩虹邨碧海樓及啟業邨巴士站）
- 星期一至五：07:55、08:05、08:15、08:25、08:35

特別班次（新田圍→觀塘碼頭）
- 星期一至五：07:25、07:50

特別班次星期六、日及公眾假期不設服務

## 收費
全程：$7.8
- 過大老山隧道後往觀塘碼頭：$7.1
- 過大老山隧道後往秦石：$6.0

| - 本線設有12歲以下小童及65歲或以上長者半價優惠。 - 65歲或以上香港居民使用「樂悠咭」，以及12歲以下合資格殘疾兒童使用「殘疾人士身份」個人八達通繳付車資，均可享有每程$2.0或半價（以較低者為準）的票價優惠；12至64歲合資格殘疾人士使用「殘疾人士身份」個人八達通（包括「樂悠咭」），以及60至64歲香港居民使用「樂悠咭」繳付車資，均可享有每程$2.0或全費（以較低者為準）的票價優惠。 - 65歲或以上長者如使用長者或一般個人八達通繳付車資，則只可享有半價優惠；12至64歲合資格殘疾人士如不使用「殘疾人士身份」個人八達通，以及60至64歲人士如不使用「樂悠咭」繳付車資，必須繳付全費。 - 乘客可以現金或八達通於上車時付款，不設找續。 - 每位成人乘客可免費攜帶最多兩名4歲以下而不佔座位的兒童乘客乘車，超額之4歲以下小童必須繳付小童車費乘車。 - 持有「九巴月票」之乘客在車票有效期內，每日可享最多10程任何九龍巴士及龍運巴士路線（包括本路線，以及聯營路線的九龍巴士／龍運巴士提供的班次；惟乘搭機場「A」及「NA」線則可享原價二七折優惠（不會計算每天10次合資格車程））；而B1線則每日可享最多各2程（不會計算每天10次合資格車程）。 - 九龍巴士、城巴、龍運巴士及陽光巴士全職員工及家屬（不包括外判職員）可免費乘搭本路線，惟必須拍職員或職員家屬八達通。 - 乘客亦可透過多元化電子支付系統（e度嘟）繳付車資，包括使用非接觸式VISA卡、JCB卡、萬事達卡、銀聯卡、美國運通、大來國際、Discover Card、Apple Pay、Google Pay、Samsung Pay、AlipayHK「易乘碼」、支付寶、WeChatHK／微信支付「搭車碼」、銀聯雲閃付「乘車碼」及BOC Pay「乘車碼」。乘客使用此付款方式，使用此支付方式的乘客可享有中途下車之分段收費，以及與其他九巴／龍運獨營路線或聯營線九巴／龍運班次之轉乘優惠，惟不適用於與非九巴／龍運路線之轉乘優惠，亦不能享有「公共交通費用補貼計劃」及「長者及合資格殘疾人士公共交通票價優惠計劃」。 |

### 八達通巴士轉乘計劃
乘客登上本線後150分鐘內以同一張八達通卡轉乘以下路線，或從以下路線登車後150分鐘內以同一張八達通卡轉乘本線，次程可獲車資折扣優惠：
80X←→九龍市區路線，次程可獲$4.2折扣優惠
- 80X往觀塘 → 3M、13M、14B、15A、16M、23M、28B或29M
- 3M、13M、14B、15A、16M、23M、28B或29M → 80X往秦石

80X←→14X
- 80X往觀塘 → 14X往鯉魚門，次程可獲$4.4折扣優惠
- 14X往尖沙咀 → 80X往秦石，次程可獲$7.4折扣優惠

80X←→將軍澳／西貢／清水灣路線，次程可獲$4.2折扣優惠
- 80X往觀塘 → 91、91M/P、92、98、98A、290(A)/290E/290X或296A往將軍澳／西貢／清水灣
- 91、91M/P、92、98、98A、290(A/E/X)或296A往九龍 → 80X往秦石

80X←→九巴大老山隧道路線（過宵線、過海隧道路線除外），次程可獲$4.2折扣優惠

## 用車
本線由九巴沙田及九龍灣車廠共同派車。開辦初期，以利蘭奧林比安11米（S3BL）為主力，其後為加大運載能力，把部份用車換為12米同款巴士（3BL）。為了改善大老山隧道巴士路線的車廂質素，先後引入富豪奧林比安11米（AV）及12米（3AV）空調巴士服務，已維持逾十年。由於客量趨向穩定，用車變化不大，而逐漸成為香港巴士主流的超低地台空調巴士，則偶爾在臨時車務調動時行走。
現時，本線使用1輛亞歷山大丹尼士Enviro 500 12米（ATEE）及3輛亞歷山大丹尼士Enviro 500 12米及6輛富豪B9TL 12米（AVBWU）雙層巴士。
| 車隊編號 | 車牌   |
| -------- | ------ |
| ATEE30   | PX7571 |
| ATEU57   | PF6764 |
| ATEU58   | PF6849 |
| ATEU63   | NV6762 |
| AVBWU93  | PV9290 |
| AVBWU107 | PW3593 |
| AVBWU110 | PW4057 |
| AVBWU139 | PX5620 |
| AVBWU201 | PZ8949 |
| AVBWU217 | RC6718 |

## 行車路線
秦石開經：豐石街、盛田街、沙田頭路、車公廟路、沙角街、乙明邨街、沙角街、沙田圍路、沙瀝公路、大老山公路、大老山隧道、斧山道、迴旋處、斧山道、斧山道天橋、彩虹邨通道、太子道東、觀塘道、開源道及觀塘碼頭通道。
由新田圍開出的特別班次經新田圍邨通道、沙田頭路、盛田街、秦石巴士總站，然後返回豐石街80X常規班次原線。
乙明邨街開出的特別班次不經有斜體字之街道，並改經大老山隧道引道直接前往觀塘道。
觀塘碼頭開經：偉業街、敬業街、成業街、茶果嶺道、觀塘道、觀塘道下通道、觀塘道、彩虹交匯處、龍翔道、大老山隧道、大老山公路、沙瀝公路、沙田圍路、沙角街、車公廟路、沙田頭路及盛田街。

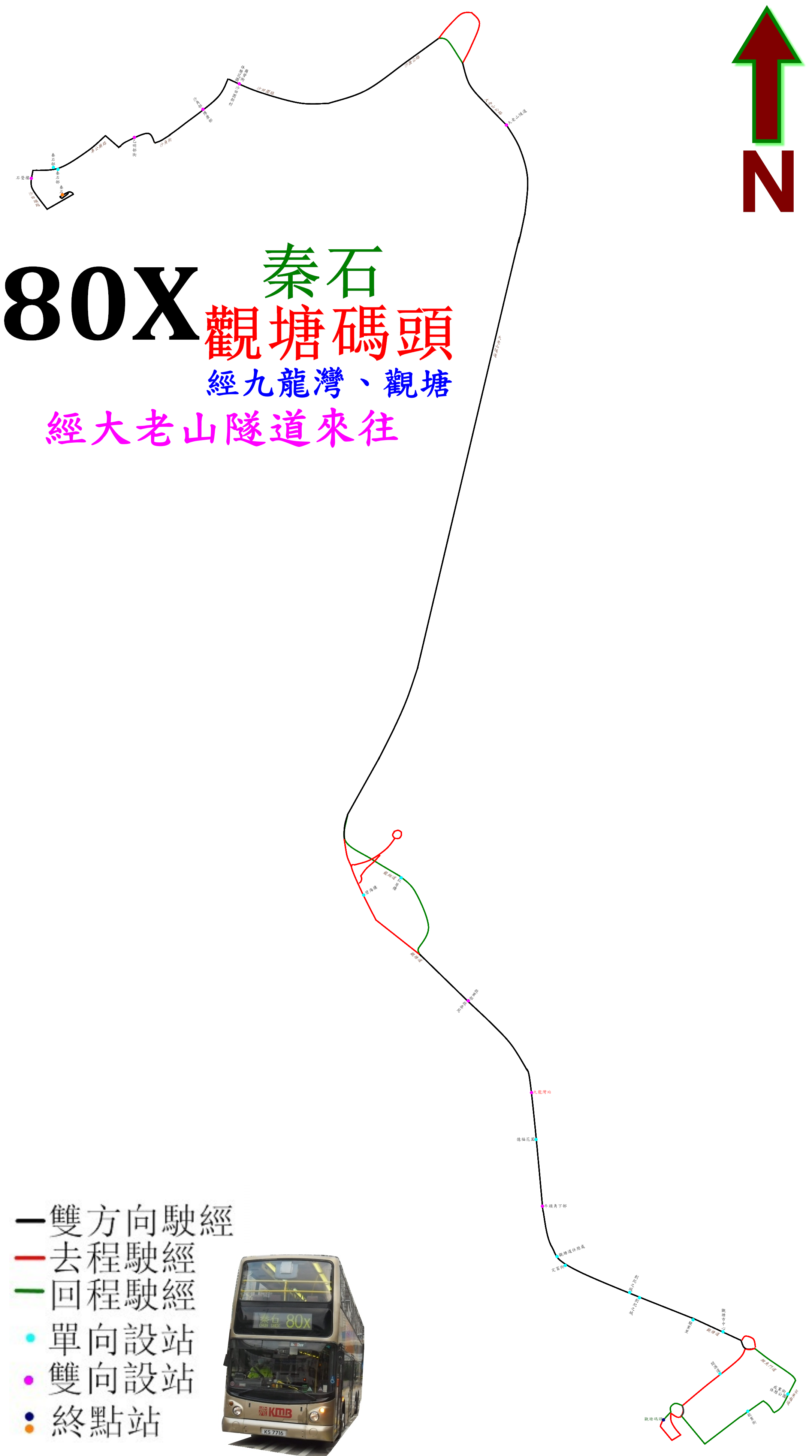
本線的走線圖

具體停站請參考資訊框

## 客量
本線為沙田城門河以東一帶來往九龍東的主要巴士路線之一，其服務範圍與89B線大致相同，但本線取道大老山隧道及沙瀝公路來往沙田圍及觀塘，無須途經黃大仙、鑽石山及新蒲崗一帶，惟該線現已不再途經九龍灣站以東，縮短前後仍不及本線的走線直接，因此本線深受乙明邨、沙角邨及博康邨的居民歡迎。但由於沙田圍及城門河以東一帶並不是沙田心臟地帶，非繁忙時間該區來往觀塘的需求不大，加上班次較疏落，非繁忙時間客量較低，偶爾會吉車遊街。
隨著近年新線88及88X線開辦，以及港鐵屯馬綫一期於2020年2月14日通車，本線途經的屋邨（秦石邨、乙明邨、沙角邨及博康邨）均鄰近港鐵站，乘客可利用鑚石山站轉乘觀塘綫前往觀塘區，進一步分薄本線客源。
根據歷年巴士路線計劃中的資料顯示，本線載客情況如下：
2014年：最繁忙的一小時載客率為79%；非繁忙時段的載客率為18%。當中非繁忙時段平均每班車只有20-25人次。
2016年：繁忙時間載客率為75%。
2020年屯馬綫一期通車後，最繁忙半小時平均載客率由2019年10月的94.4%，下降至2020年6月的70.2%，錄得乘客量下跌19.8%。
2022年：最繁忙的一小時載客率為69%。
2023年：最繁忙的一小時載客率為53%。
2025年：最繁忙一小時內載客率為53%，非繁忙時間平均載客率約20%，即平均每班車約25人。

## 意外及爭議
- 2025年4月14日早上，一名駕駛本線乙明邨特別班次的司機，於載客前疑人有三急，遂將巴士泊於乙明邨街，再前往附近如廁，豈料巴士竟遭乙明邨管理處鎖車，事件引起網民迴響；九巴其後回覆傳媒，指司機當時已經向該邨繳交罰款，亦未有影響班次正常運作。[7]

## 外部連結
- 九巴80X線官方網站路線資料 （页面存档备份，存于）
- 681巴士總站－80X分頁 （页面存档备份，存于）
- 九巴80X線詳細時間表 （页面存档备份，存于）

1. ↑  乙明邨開出之班次起點站
2. 1 2  乙明邨開出之班次不停此站
3. 1 2  . 九龍巴士（一九三三）有限公司.   [2022-11-09]. （原始内容存档于2022-07-03） （中文（香港））.
4. ↑  九龍巴士（一九三三）有限公司，九巴及龍運再為79條路線增設巴士到站時間預報服務 （页面存档备份，存于）［新聞稿］，2015年9月5日。
5. ↑  80X 新增早上特別班次由新田圍往觀塘碼頭（页面存档备份，存于） 九龍巴士（一九三三）有限公司，2023年5月3日。
6. ↑  80X 修訂行車時間表（页面存档备份，存于） 九龍巴士（一九三三）有限公司，2024年5月21日。
7. ↑  . 雅虎香港. 2025年4月14日  [2025年4月15日].